# Olympische Sommerspiele 1992/Teilnehmer (Kamerun)
| Gelbes Symbol für Goldmedaillen mit stilisierten Olympischen Ringen | Graues Symbol für Silbermedaillen mit stilisierten Olympischen Ringen | Braundes Symbol für Bronzemedaillen mit stilisierten Olympischen Ringen |
| ------------------------------------------------------------------- | --------------------------------------------------------------------- | ----------------------------------------------------------------------- |
| —                                                                   | —                                                                     | —                                                                       |

Kamerun nahm an den Olympischen Sommerspielen 1992 in Barcelona, Spanien, mit einer Delegation von acht Sportlern (drei Männer und fünf Frauen) an neun Wettkämpfen in zwei Sportarten teil. Medaillen konnten keine gewonnen werden. Es war die achte Teilnahme an Olympischen Sommerspielen für das Land.

## Teilnehmer nach Sportarten

### Gewichtheben
Herren
- Alphonse Hercule Matam
  - Leichtschwergewicht

Finale: 307,5 kg, Rang 24
Reißen: 137,5 kg, Rang 24
Stoßen: 170,0 kg, Rang 23

### Leichtathletik
Damen

4 × 100 Meter Staffel
- Ergebnisse
Runde eins: ausgeschieden in Lauf eins (Rang sieben), 44,97 Sekunden
- Mannschaft
- Monique Kengné
- Myriam Léonie Mani
- Georgette Nkoma
- Louisette Thobi

Einzel
- Monique Kengné
  - 100 Meter

Runde eins: ausgeschieden in Lauf drei (Rang sieben), 12,12 Sekunden

- Georgette Nkoma
  - 200 Meter

Runde eins: in Lauf sieben (Rang sechs) für das Viertelfinale qualifiziert, 23,85 Sekunden
Viertelfinale: ausgeschieden in Lauf zwei (Rang acht), 24,06 Sekunden

- Susie Tanéfo
  - 400 Meter

Runde eins: in Lauf vier (Rang sechs) für das Viertelfinale qualifiziert, 53,37 Sekunden
Viertelfinale: ausgeschieden in Lauf drei (Rang sieben), 53,78 Sekunden

- Louisette Thobi
  - 100 Meter Hürden

Runde eins: ausgeschieden in Lauf drei (Rang acht), 14,37 Sekunden

Herren

Einzel
- Paul Kuété
  - Marathon

Finale: 2:22:43 Stunden, Rang 46

- Samuel Nchinda-Kaya
  - 100 Meter

Runde eins: in Lauf zwei (Rang drei) für das Viertelfinale qualifiziert, 10,41 Sekunden
Viertelfinale: ausgeschieden in Lauf zwei (Rang sieben), 10,58 Sekunden
  - 200 Meter Lauf

Runde eins: ausgeschieden in Lauf zwei (Rang sechs), 21,50 Sekunden